# Ковалівська сільська рада (Шишацький район)
Ковалівська сільська рада — колишній орган місцевого самоврядування у Шишацькому районі Полтавської області з центром у селі Ковалівка.

## Населені пункти
Сільраді були підпорядковані населені пункти:
1. село Ковалівка